# Vessel (Album)
Vessel ist das Debüt-Major-Album und das insgesamt dritte Studioalbum des Duos Twenty One Pilots aus Columbus, Ohio.
Dem Album ging die Veröffentlichung von zwei Singles voraus. Am 11. September 2012 wurde das Lied Holding on to You und am 26. Dezember 2012 Guns for Hands veröffentlicht. Nachdem Albumrelease kam es zu drei weiteren Singleauskopplungen: House of Gold, Fake You Out und Car Radio.

## Hintergrundgeschichte
Die Schulkameraden Tyler Joseph, Nick Thomas und Chris Salih gründeten 2009 Twenty One Pilots. Die Gruppe veröffentlichte ihr Debütalbum Twenty One Pilots. Sowohl Thomas als auch Salih trennten sich 2011 von der Band. Bald darauf kam Josh Dun zur Band. Joseph war etwa ein Jahr lang mit Dun befreundet. Joseph sah Dun zum ersten Mal, als er eine Show mit House of Heroes spielte. Joseph sagte, dass er die Performance „liebte“. Noch im selben Jahr veröffentlichte die Band Regional at Best. Im Juni spielte das Duo seine erste Out-of-State-Show vor einer Gruppe von 12 Personen. Das Paar gewann bald an Popularität durch eine Reihe von Videos, die von Freund Mark C. Eshleman gedreht wurden. Die Band spielte ihre letzte Show als unsignierte Band in der Newport Music Hall in Columbus, Ohio vor 1.800 Zuschauern. Das Duo unterschrieb 2012 bei Fueled by Ramen.

## Produktion
Die Songs Ode to Sleep, Holding on to You, Car Radio, Guns for Hands und Trees stammen aus dem Vorgängeralbum Regional at Best.[11] Joseph komponierte das Album “not knowing whether or not people were going to hear it” (deutsch: „ohne zu wissen, ob es von Leuten gehört werden würde oder nicht“).
Die Aufnahmen für Vessel fanden im Rocket Carousel Studio in Los Angeles, Kalifornien statt, wo Greg Wells produzierte. Wells stellte zusätzliche Synthesizer und Keyboards zur Verfügung. Zudem mixte er das Album, während Ian McGregor bei den Aufnahmen half. Das Mastering wurde ebenfalls in Los Angeles von Howie Weinberg und Dan Gerbarg bei Howie Weinberg Mastering durchgeführt.
Das Cover des Albums zeigt die Großväter des Duos väterlicherseits. Der Mann auf der linken Seite war Duns Großvater Earl Owen Dun, der kurz nach der Veröffentlichung des Albums starb und der Mann auf der rechten Seite ist Joseph’ Großvater Robert O. „Bobby“ Joseph, der am 17. März 2018 starb.

## Titelliste
| #   | Titel             | Länge | Anmerkungen |
| --- | ----------------- | ----- | ----------- |
| 1.  | Ode to Sleep      | 5:08  |             |
| 2.  | Holding on to You | 4:23  | 1. Single   |
| 3.  | Migraine          | 3:59  |             |
| 4.  | House of Gold     | 2:43  | 3. Single   |
| 5.  | Car Radio         | 4:27  | 5. Single   |
| 6.  | Semi-Automatic    | 4:14  |             |
| 7.  | Screen            | 3:49  |             |
| 8.  | The Run and Go    | 3:49  |             |
| 9.  | Fake You Out      | 3:51  | 4. Single   |
| 10. | Guns for Hands    | 4:32  | 2. Single   |
| 11. | Trees             | 4:27  |             |
| 12. | Truce             | 2:22  |             |

## Kommerzieller Erfolg

### Chartplatzierungen
| ChartsChartplatzierungen       | Höchstplatzierung | Wochen |
| ------------------------------ | ----------------- | ------ |
| Vereinigte Staaten (Billboard) | 21 (167 Wo.)      | 167    |
| Vereinigtes Königreich (OCC)   | 39 (55 Wo.)       | 55     |

| ChartsJahrescharts (2015)      | Platzierung |
| ------------------------------ | ----------- |
| Vereinigte Staaten (Billboard) | 119         |

| ChartsJahrescharts (2016)      | Platzierung |
| ------------------------------ | ----------- |
| Vereinigte Staaten (Billboard) | 36          |
| Vereinigtes Königreich (OCC)   | 79          |

| ChartsJahrescharts (2017)      | Platzierung |
| ------------------------------ | ----------- |
| Vereinigte Staaten (Billboard) | 74          |

### Auszeichnungen für Musikverkäufe
| Land/Region                  | Auszeichnungen für Musikverkäufe (Land/Region, Auszeichnung, Verkäufe) | Verkäufe  |
| ---------------------------- | ---------------------------------------------------------------------- | --------- |
| Australien (ARIA)            | Gold                                                                   | 35.000    |
| Dänemark (IFPI)              | Gold                                                                   | 10.000    |
| Kanada (MC)                  | Platin                                                                 | 80.000    |
| Neuseeland (RMNZ)            | Platin                                                                 | 15.000    |
| Niederlande (NVPI)           | Gold                                                                   | 15.000    |
| Vereinigte Staaten (RIAA)    | 2× Platin                                                              | 2.000.000 |
| Vereinigtes Königreich (BPI) | Platin                                                                 | 300.000   |
| Insgesamt                    | 3× Gold · 5× Platin ·                                                  | 2.455.000 |

Hauptartikel: Twenty One Pilots/Auszeichnungen für Musikverkäufe